# Lastaurus transiens
Lastaurus transiens là một loài ruồi trong họ Asilidae. Lastaurus transiens được Walker miêu tả năm 1849. Loài này phân bố ở vùng Tân nhiệt đới.